# بتی شانون
بتی شانون (به انگلیسی: Betty Shannon) (۱۴ آوریل ۱۹۲۲ – ۱ مه ۲۰۱۷) (زاده‌شده با نام مری الیزابت مور) ریاضی‌دان و محقق همکار اصلی کلود شانون بود. بتی الهام‌بخش و یاری‌دهنده کلود در ساخت برخی از مشهورترین اختراعاتش بود.